# نقيل الطويل (ذي السفال)

تعديل مصدري - تعديل

نقيل الطويل محلة تابعة لقرية عرج، التابعة لعزلة شوائط بمديرية ذي السفال إحدى مديريات محافظة إب في الجمهورية اليمنية، بلغ تعداد سكانها 95 حسب تعداد اليمن لعام 2004.